# Públio Licínio Crasso (cônsul em 171 a.C.)
Públio Licínio Crasso (em latim: Publius Licinius Crassus) foi um político da família dos Crassos da gente Licínia da República Romana eleito cônsul em 171 a.C. com Caio Cássio Longino. Crasso era neto de Públio Licínio Varo, pretor em 208 a.C. e, provavelmente, um descendente de Caio Licínio Varo, cônsul em 236 a.C.. Era irmão mais velho de Caio Licínio Crasso, cônsul em 168 a.C., tio de Caio Licínio Crasso, tribuno da plebe em 145 a.C. e pai adotivo do pontífice máximo Públio Licínio Crasso Dives Muciano.
Era conhecido por possuir uma das mais imensas fortunas da República Romana.

## Primeiros anos

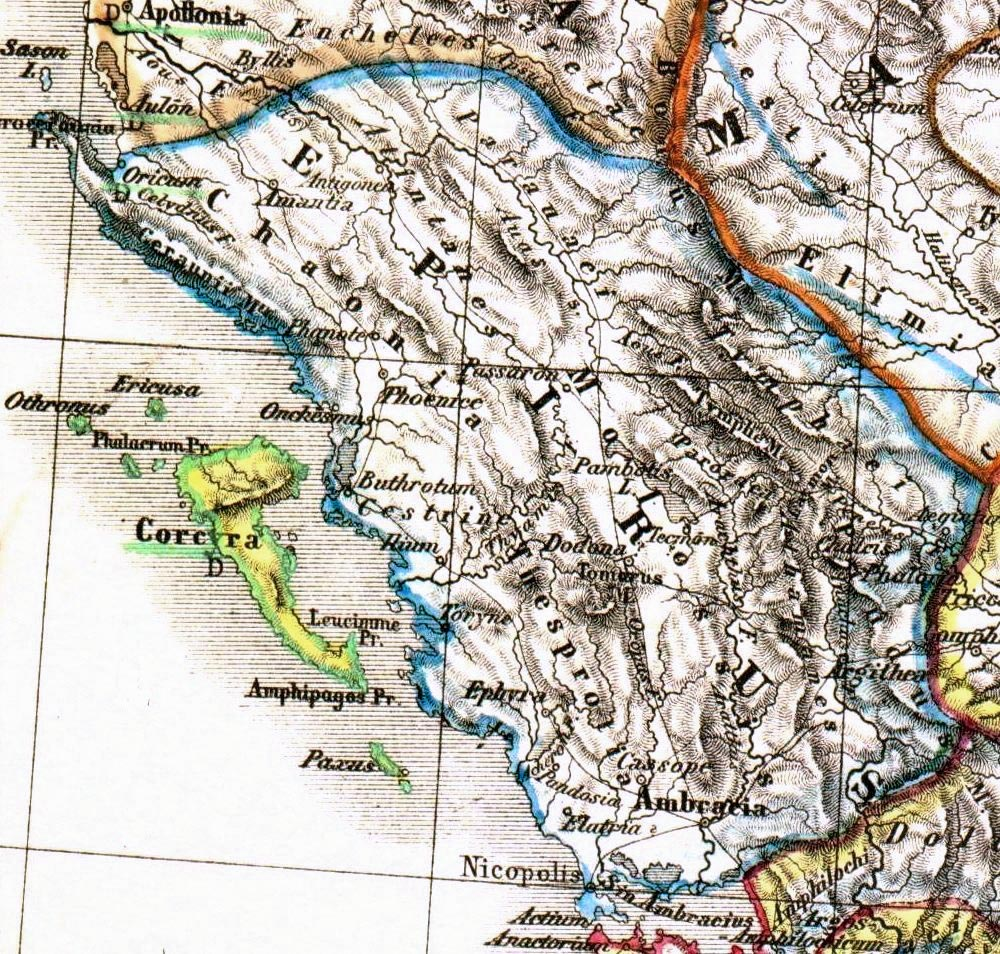
Mapa do Epiro, com a Ambrácia ao sul.

Em 176 a.C., foi também nomeado pretor na Hispânia Citerior e alegou a necessidade de realizar um sacrifício solene como desculpa para atrasar a sua ida para lá.

## Consulado (171 a.C.) e proconsulado (170 a.C.)
Cinco anos depois, foi eleito cônsul com Caio Cássio Longino e comandou as forças romanas contra Perseu da Macedônia no contexto da Terceira Guerra Macedônica. Marchou através do Epiro e da Tessália, mas foi derrotado por Perseu em uma batalha de cavalaria conhecida como Batalha de Calínico, perto de Lárissa, onde os romanos perderam cerca de 2 500 soldados.
No ano seguinte, com seu imperium prorrogado como procônsul da Grécia, extorquiu os atenienses através de excessivas requisições de cereais para abastecer seu exército e foi acusado por isto perante o Senado.

## Anos finais
Em 167 a.C., foi enviado para firmar uma paz entre o Reino de Pérgamo e o Reino da Galácia.

## Família
Crasso adotou como filho e herdeiro um sobrinho biológico, filho de sua irmã, Licínia, e do cônsul Públio Múcio Cévola, cônsul em 175 a.C. e irmão de Quinto Múcio Cévola, cônsul no ano seguinte, ambos filhos de um pretor que havia morrido na Segunda Guerra Púnica. Ele recebeu o nome de Públio Licínio Crasso Dives Muciano, o pontífice máximo que foi depois aliado dos irmãos Graco.